# 秃岭托尔纳亚火山群
秃岭-托尔纳亚山火山群（俄语：Голец-Торная Группа）是择捉岛的火山群，属北海道根室振兴局或萨哈林州库里尔斯克区，最高点海拔442米，包含留茶留山（秃岭）、ポロス山和托尔纳亚山。